# Abierto de Australia 2012
El Abierto de Australia 2012 fue un torneo de tenis que se llevó a cabo sobre superficie dura en el Melbourne Park situado en Melbourne, Australia, desde el 15 al 29 de enero de 2012. Esta fue la edición 100.ª del Abierto de Australia y el primer torneo de Grand Slam del año.
El serbio Novak Djokovic y la bielorrusa  Victoria Azarenka fueron los campeones en las ramas de sencillos masculino y femenino respectivamente.

## Sistema de puntuación ATP / WTA

### Seniors
| Etapa                     | Individuales masculino | Dobles masculino | Individuales femenino | Dobles femenino |
| ------------------------- | ---------------------- | ---------------- | --------------------- | --------------- |
| Campeón                   | 2000                   | 2000             | 2000                  | 2000            |
| Finalista                 | 1200                   | 1200             | 1400                  | 1400            |
| Semifinales               | 720                    | 720              | 900                   | 900             |
| Cuartos de final          | 360                    | 360              | 500                   | 500             |
| 4ª ronda                  | 180                    | 180              | 280                   | 280             |
| 3ª ronda                  | 90                     | 90               | 160                   | 160             |
| 2ª ronda                  | 45                     | 0                | 100                   | 5               |
| 1ª ronda                  | 10                     | –                | 5                     | –               |
| Clasificados              | 25                     | –                | 60                    | –               |
| 3ª ronda de clasificación | 16                     | –                | 50                    | –               |
| 2ª ronda de clasificación | 8                      | –                | 40                    | –               |
| 1ª ronda de clasificación | 0                      | –                | 2                     | –               |

### Junior points
| Etapa                                     | Individuales masculinos | Individuales femenino | Dobles masculino | Dobles femenino |
| ----------------------------------------- | ----------------------- | --------------------- | ---------------- | --------------- |
| Campeón                                   | 250                     | 250                   | 180              | 180             |
| Finalista                                 | 180                     | 180                   | 120              | 120             |
| Semifinales                               | 120                     | 120                   | 80               | 80              |
| Cuartos de final                          | 80                      | 80                    | 50               | 50              |
| 2ª ronda-                                 | 50                      | 50                    | 30               | 30              |
| 1ª ronda                                  | 30                      | 30                    |                  |                 |
| Clasificados que perdieron en la 1ª ronda | 25                      | 25                    |                  |                 |
| Última ronda de clasificación             | 20                      | 20                    |                  |                 |

## Campeones

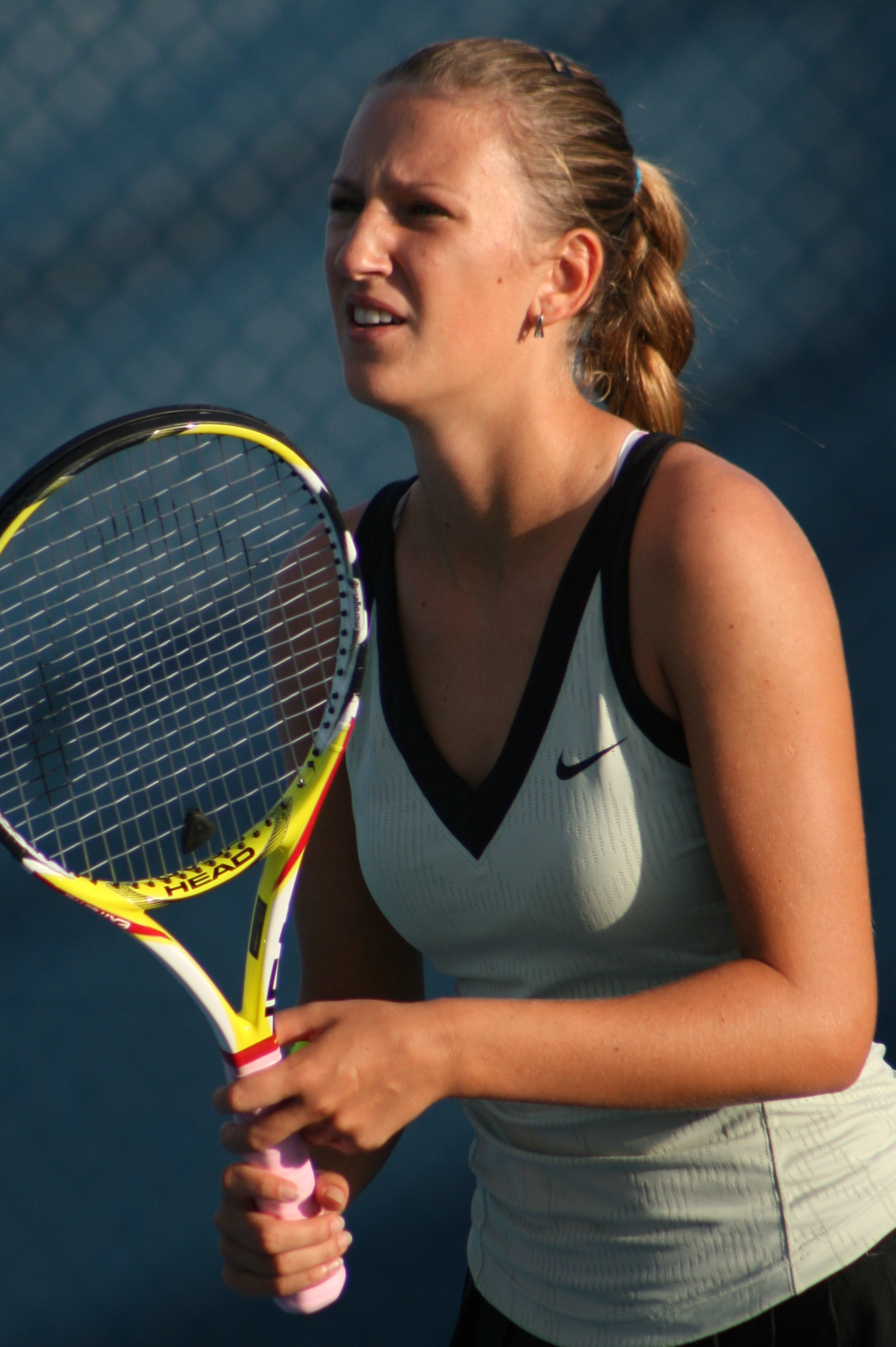
Victoria Azarenka

### Sénior

#### Individual masculino
Novak Djokovic vence a  Rafael Nadal por 5–7, 6–4, 6–2, 6(5)–7, 7–5.

#### Individual femenino
Victoria Azarenka vence a  María Sharápova por 6–3, 6–0.

#### Dobles masculino
Leander Paes /  Radek Štěpánek vencen a  Bob Bryan /  Mike Bryan por 7–6(1), 6–2.

#### Dobles femenino
Svetlana Kuznetsova /  Vera Zvonareva vencen a  Sara Errani /  Roberta Vinci por 5–7, 6–4, 6–3.

#### Dobles mixtos
Bethanie Mattek-Sands /  Horia Tecău vencen a  Yelena Vesnina /  Leander Paes por 6–3, 5–7, [10–3].

### Junior

#### Individuales masculino
Luke Saville vence a  Filip Peliwo por 6–3, 5–7, 6–4.

#### Individuales femenino
Taylor Townsend vence a  Yulia Putintseva por 6–1, 3–6, 6–3.

#### Dobles masculinos
Liam Broady /  Joshua Ward-Hibbert vencen a  Adam Pavlásek /  Filip Veger por 6–3, 6–2.

#### Dobles femeninos
Gabrielle Andrews /  Taylor Townsend vencen a  Irina Khromacheva /  Danka Kovinić por 7–5, 5–7, [10–6].